# 華沙公國
華沙公國（波蘭語：Księstwo Warszawskie），亦被称为华沙大公国和拿破仑波兰（法語：Pologne napoléonienne），是拿破仑于1807年建立的法兰西第一帝国之姐妹国。根據1807年6月9日法国与普鲁士签订的《提爾西特和約》，华沙公国是普鲁士在1806年10月的耶拿会战战败之后被迫割讓土地之一。华沙公国是18世纪后波兰受拿破仑帮助重新建立一个完整主权国家的第一次尝试，覆盖了当今波兰中部和东南部的领土。
华沙公国是由拿破仑之盟友萨克森的奧古斯特一世以個人聯盟的形式擁有，他是波兰王位的合法候选人，也是华沙大公（波兰大公）。法军侵略俄国战败后，1815年在维也纳会议上华沙公国正式被普鲁士及俄国瓜分，俄国所拥有公国故土的东南部被转变为会议王国政体，而普鲁士所拥有公国故土的西部转变为波森大公国。波蘭的文化中心克拉科夫市被赋予“自由城市”地位，直到1846年被併入奧地利。

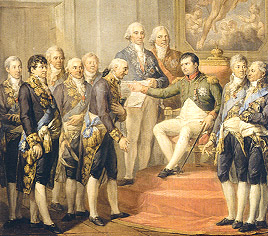
拿破崙把《提尔西特和约》授予華沙大公

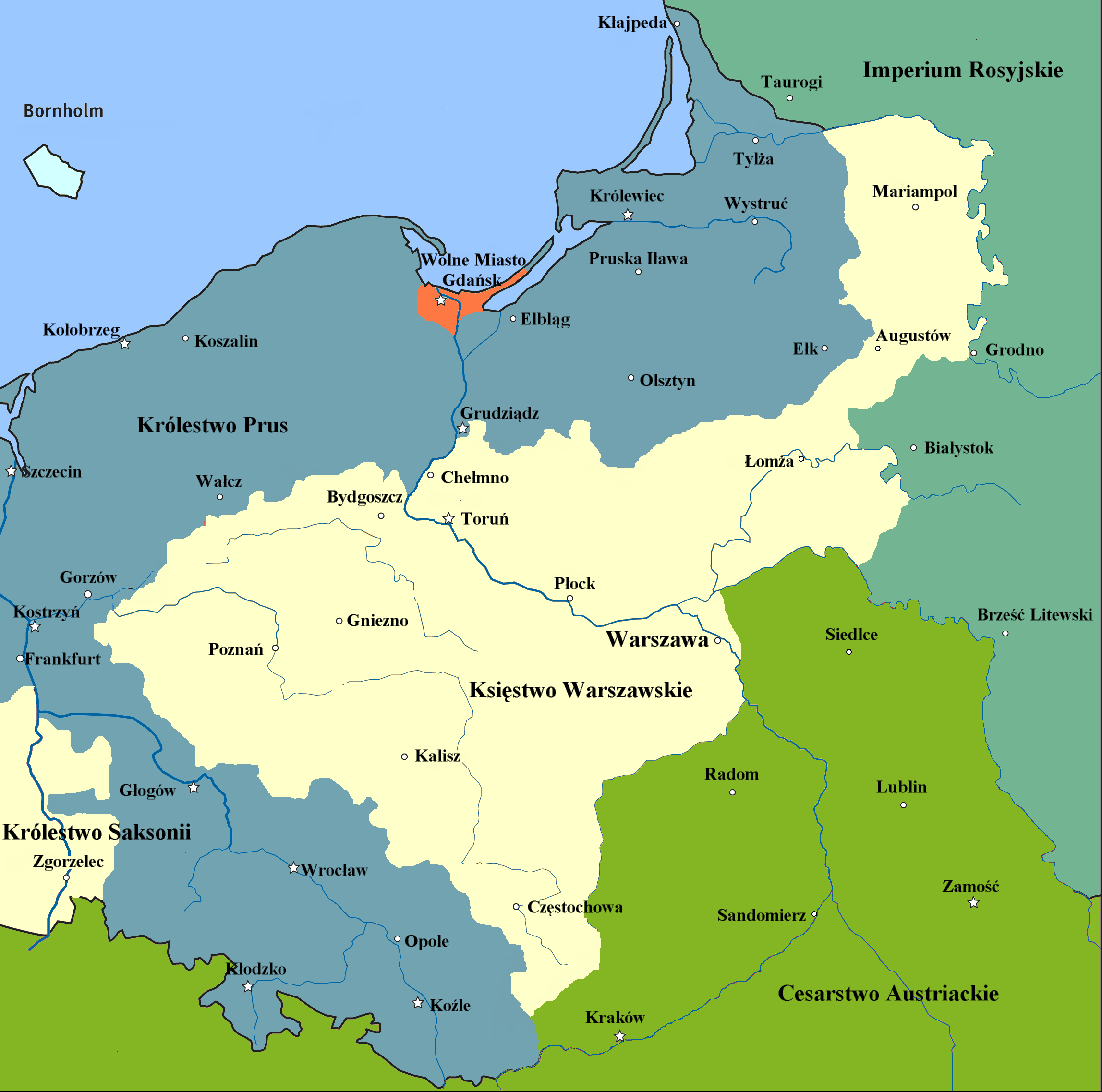
华沙公国于1807至09的疆域

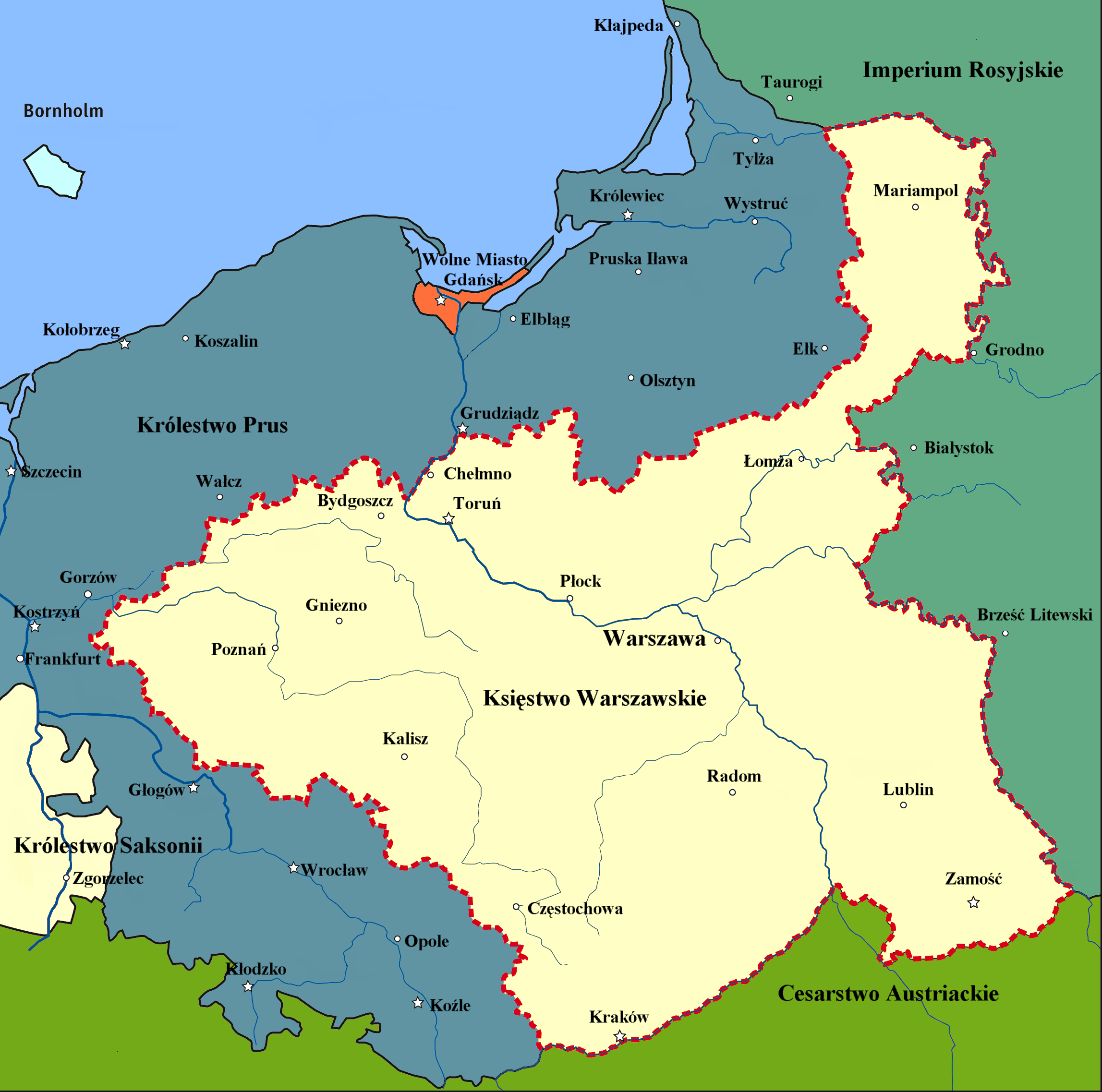
华沙公国于1809至15的疆域

## 軍隊
- 華沙公國軍